# 세의득효방 권10~11
세의득효방 권10~11(世醫得效方 卷十∼十一)은 인천광역시 연수구 가천박물관에 있는 조선시대의 금속활자본 책이다. 1997년 6월 12일 대한민국의 보물 제1250호로 지정되었다.

## 개요
1328∼1337년에 원나라 남풍의 의학교수 위역림(危亦林)이 조상인 고조할아버지부터 이후 5대 동안 치료했던 경험방을 모아 편찬한 의학책을 조선 세종 7년(1425)에 활자로 다시 새겨 찍은 것으로 총 20권 22책 가운데 2권 1책이다.
『세의득효방』은 조선 세종 7년(1425) 2월에 춘천부사에 의해 원나라판을 모방하여 총 20권 22책으로 간행되었는데, 의학시험을 위한 교재와 강의서적으로 널리 읽혔으며, 전체를 8과 276항목으로 나누어 19권을 만들고, 그 뒤『양생법절문』이란 손진인의 책을 덧붙여 총 20권으로 만들었다고 한다.
이것은 권 제 10∼11의 영본(零本:여러 권으로 1질이 되는 책에서 빠진 책이 많아 남아있는 부분이 적은 책)으로 권 10은 두통, 면병 등 10항목, 권 11은 활유론(活幼論), 초생(初生) 등 22항목이 수록되었다. 갑진자의 활자본으로 세종 때의 판본이 일본내각문고에, 갑진자본이 일본 궁내청 도서료와 대판부립도서관, 그리고 대만 등에 소장되어 있는데, 국내에는 전해져 존재한다는 사실이 알려진 바 없다.
비록 20권 가운데 2권 1책이긴 하지만, 국내에 희귀한 의학책으로 의학연구자료 및 서지학 연구자료로서의 가치가 높다.

## 참고 자료
- 세의득효방 권10~11 - 국가유산청 국가유산포털